# Johannes Oerding

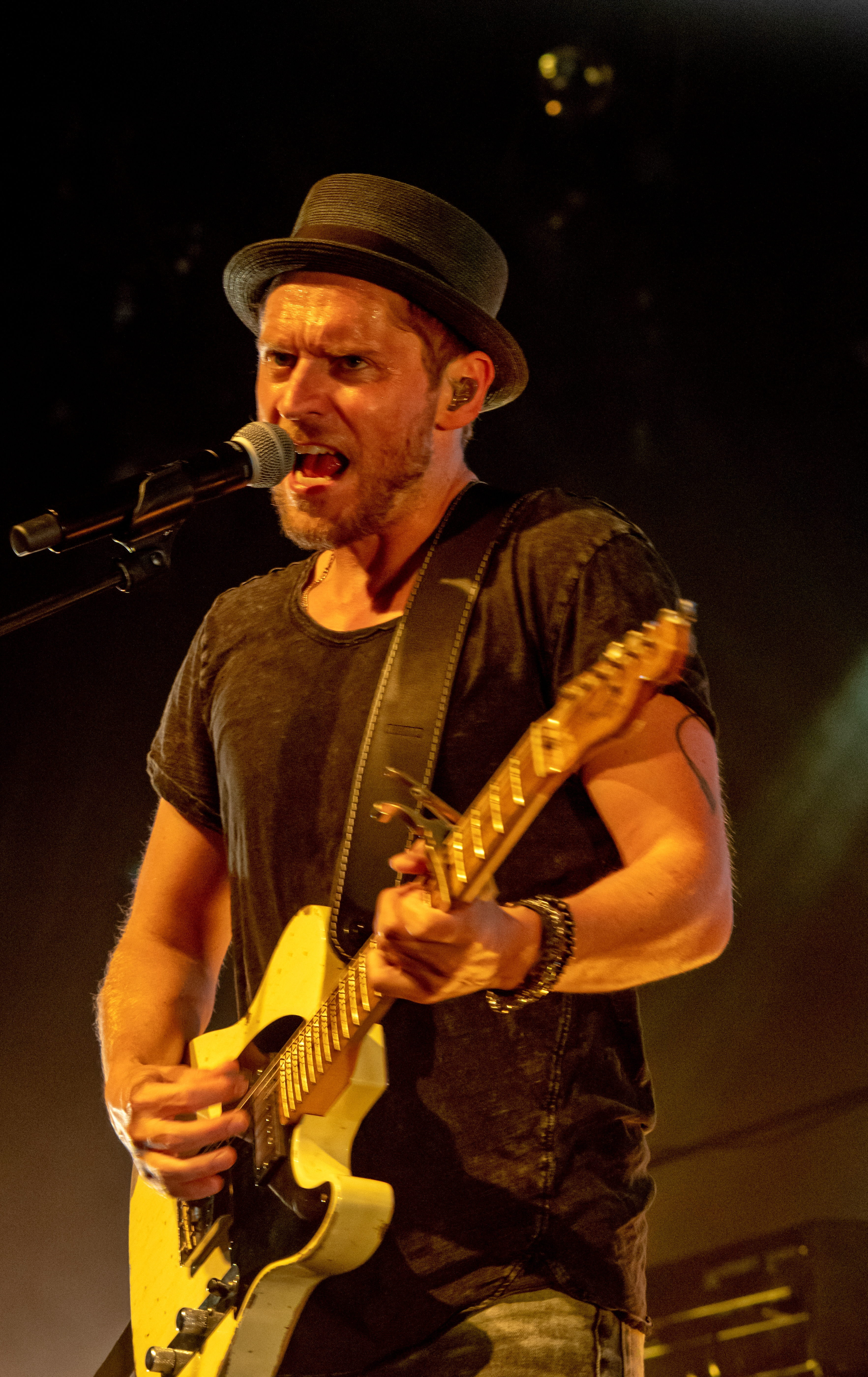
Johannes Oerding, Zelt-Musik-Festival em 2018 Freiburg, Alemanha

Johannes Oerding (Münster, Renânia do Norte-Vestfália em 26 de dezembro de 1981) é um ator, cantor e compositor alemão.

## Vida pessoal
Johannes Oerding nasceu na cidade de Münster, no estado de Renânia do Norte-Vestfália, próximo a fronteira com os Países Baixos. Hoje ele mora em Hamburgo e namora a cantora Ina Müller.

## Carreira musical
Oerding começou a cantar profissionalmente em 1999, chegando a fazer turnê com o grupo britânico Simply Red e a banda alemã Ich + Ich. Em 2009, ganhou projeção nacional com o lançamento de seu primeiro álbum de estúdio, Erste Wahl, que lhe rendeu uma turnê pelo país com todos os ingressos esgotados.

### Discografia
Álbuns de estúdio
- Erste Wahl (2009)
- Boxer (2011)
- Für Immer ab Jetzt (2013)
- Alles Brennt (2015)

Álbuns ao vivo
- Für Immer ab Jetzt Live (2014)

## ligações externas
- Media relacionados com Johannes Oerding no Wikimedia Commons